# Межведомственная разведка
Пакистанская межведомственная разведка (урду انٹر سروسز انٹلیجنس‎, англ. Inter-Services Intelligence, ISI) — основной орган внешней разведки и контрразведки Пакистана. Штаб-квартира пакистанской разведки находится в Исламабаде. В настоящее время её возглавляет генерал-лейтенант Фаиз Хамид.

## История создания
МВР была создана в 1948 году в целях укрепления обмена военной информацией между тремя ветвями вооружённых сил Пакистана после индо-пакистанской войны 1947 года, которая выявила недостатки в сборе разведывательных данных и координации между пакистанской армией, ВВС и ВМС.

## ISI в период Афганской войны (1979-1989)
В период Афганской войны (1979-1989), деловым агентом ЦРУ США и техничным исполнителем операции «Циклон» была межведомственная разведка ISI. Через неё частично осуществлялась покупка вооружения, она отвечала за подготовку членов афганской оппозиции в пакистанских лагерях. Есть свидетельства того, что в ряде боестолкновений Афганской войны
(1979-1989), в приграничных с Пакистаном провинциях ДРА, военнослужащие пакистанских спецслужб участвовали в боестолкновениях с подразделениями.
За период Афганской войны (1979-1989) на средства операции «Циклон», ISI обучила и вооружила свыше 100 (ста) тысяч членов афганских антиправительственных формирований, занималась вербовкой добровольцев (наёмников) в арабских и исламских странах, в государствах персидского залива и в Синьцзян-Уйгурского района Китая.
По разным оценкам, было мобилизовано до 35 (тридцати пяти) тысяч иностранных мусульман из 43 исламских стран. Финансирование программы «Циклон» увеличивалось из года в год, благодаря активной поддержке ряда политиков и военных деятелей США. Пакистану, на подготовку и снабжение формирований афганских мятежников различного рода вооружением, включая переносные ракетно-зенитные комплексы «Стингер» было перечислено в виде кредитных траншей и экономической помощи — до 20 миллиардов долларов США.

## МВР и Аль-Каида
Истоки возникновения «Аль-Каиды» относятся к началу войны в Афганистане, а точнее к реакции США на вторжение советских войск в это средневосточное государство. США рассматривали появление советских частей у границ Пакистана как вопиющий случай советского экспансионизма и агрессии. Ответом стала операция «Циклон», в рамках которой через пакистанскую Межведомственную разведку США направляли финансовую помощь афганским моджахедам.
В 2000 году Секретная разведывательная служба установила, что Межведомственная разведка принимает большое участие в деятельности тренировочных лагерей «Аль-Каиды».
В 2012 году из перехваченной почты Stratfor стало известно, что во время операции по устранению Осамы бен Ладена были захвачены документы из которых следовало, что между бен Ладеном и пакистанской разведкой неоднократно происходили встречи.

## Использование женщин-агентов
17 августа 2005 года Великобритания отозвала военного атташе со своего поста в Пакистане в связи с утратой доверия. По сообщению британского Министерства обороны — атташе был отозван после «внутреннего расследования», причиной которого стали его «неуместные отношения» с пакистанской замужней женщиной (которая по данным британской разведки, предположительно, являлась агентом МВР).

## Генеральные директора
| №  | Директор ISI              | Срок пребывания во главе ISI | Срок пребывания во главе ISI |
| -- | ------------------------- | ---------------------------- | ---------------------------- |
| 1  | Сейд Шахид Хамид          | 1948                         | 1950                         |
| 2  | Роберт Кавтхом            | 1950                         | 1959                         |
| 3  | Риаз Хуссейн              | 1959                         | 1966                         |
| 4  | Мохаммад Акбар Хан        | 1966                         | 1971                         |
| 5  | Гулам Джилани Хан         | 1971                         | 1977                         |
| 6  | Мухаммад Риаз Хан         | 1977                         | 1979                         |
| 7  | Абдур Рахман Ахтар        | 21 июня 1979                 | 29 марта 1987                |
| 8  | Хамид Гуль                | март 1987                    | май 1989                     |
| 9  | Шамсур Рахман Каллу       | май 1989                     | август 1990                  |
| 10 | Мохаммад Асад Дуррани     | август 1990                  | март 1992                    |
| 11 | Джавед Насир              | март 1992                    | май 1993                     |
| 12 | Джавед Ашраф Кази         | май 1993                     | октябрь 1995                 |
| 13 | Насеем Рана               | октябрь 1995                 | октябрь 1998                 |
| 14 | Зиауддин Бутт             | октябрь 1998                 | октябрь 1999                 |
| 15 | Махмуд Ахмед              | октябрь 1999                 | октябрь 2001                 |
| 16 | Эхсан уль-Хак             | октябрь 2001                 | октябрь 2004                 |
| 17 | Ашфак Парвез Кайани       | 3 октября 2004               | 8 октября 2007               |
| 18 | Надеем Тадж               | октябрь 2007                 | октябрь 2008                 |
| 19 | Ахмед Шуджа Паша          | октябрь 2008                 | 19 марта 2012                |
| 20 | Захеер-уль-Ислам          | 19 марта 2012                | 6 ноября 2014                |
| 21 | Ризван Ахтар              | 7 ноября 2014                | 11 декабря 2016              |
| 22 | Навеед Мухтар             | 11 декабря 2016              | 1 октября 2018               |
| 23 | Сейд Асим Мунир Ахмед Шах | 1 октября 2018               | 16 июня 2019                 |
| 24 | Фаиз Хамид                | с 17 июня 2019               | -                            |